# Аргентина на зимних Олимпийских играх 1964
Аргентина принимала участие в Зимних Олимпийских играх 1964 года в Инсбруке (Австрия) в пятый раз за свою историю, но не завоевала ни одной медали. Сборную страны представляла 1 женщина.

## Состав и результаты олимпийской сборной Аргентины

### Бобслей
Спортсменов — 5
Мужчины
| Соревнование | Спортсмены                                                        | 1 заезд   | 1 заезд | 2 заезд   | 2 заезд | 3 заезд   | 3 заезд | 4 заезд   | 4 заезд | Итоговый результат | Итоговое место |
| Соревнование | Спортсмены                                                        | Результат | Место   | Результат | Место   | Результат | Место   | Результат | Место   | Итоговый результат | Итоговое место |
| ------------ | ----------------------------------------------------------------- | --------- | ------- | --------- | ------- | --------- | ------- | --------- | ------- | ------------------ | -------------- |
| Двойки       | Эктор Томаси Фернандо Родригес                                    | 1:07,59   | 16      | 1:09,20   | 19      | 1:07,36   | 14      | 1:07,72   | 15      | 4:31,87            | 15             |
| Двойки       | Роберто Хосе Бордеу Эрнан Аготе                                   | 1:10,15   | 21      | 1:08,45   | 17      | 1:11,33   | 19      | 1:10,26   | 19      | 4:40,19            | 19             |
| Четвёрки     | Эктор Томаси Карлос Альберто Томаси Эрнан Аготе Фернандо Родригес | 1:05,74   | 17      | 1:06,08   | 18      | 1:07,07   | 17      | 1:06,62   | 17      | 4:25,51            | 16             |